# Мамаду Лум
Мамаду Лум Н'Діає (фр. Mamadou Loum N'Diaye, нар. 30 грудня 1996, Дакар) — сенегальський футболіст, півзахисник іспанського клубу «Алавес» та національної збірної Сенегалу, у складі якої — чемпіон Африки 2021 року.

## Клубна кар'єра
Народився 30 грудня 1996 року в Дакарі. Вихованець футбольної школи клубу «Уакам».
У дорослому футболі дебютував 2015 року в Португалії виступами за команду «Брага Б», в якій провів три сезони, взявши участь у 62 матчах чемпіонату. Більшість часу, проведеного у складі другої команди «Браги», був основним гравцем команди.
Не зумівши пробитися до головної команди «Браги», влітку 2018 року був відданий в оренду до «Морейренсе», у складі якого дебютував в іграх Прімейри. Після успішного виступу у складі команди з Морейра-де-Конегуш у січні 2019 року був орендований одним з грантів португальського футболу, «Порту», який влітку того ж року викупив контракт сенегальця за 7,5 мільйонів євро.
У складі «Порту» виходив на поле досить нерегулярно, а влітку 2021 року погодився провести наступний сезон в оренді в іспанському «Алавесі», де вже мав постійну ігрову практику.

## Виступи за збірні
2015 року залучався до складу молодіжної збірної Сенегалу. На молодіжному рівні зіграв у 10 офіційних матчах.
2019 року дебютував в офіційних матчах у складі національної збірної Сенегалу.
У складі збірної був учасником Кубка африканських націй 2021 року, що проходив на початку 2022 року в Камеруні. На турнірі взяв участь в одній грі групового етапу, а сенегальці здобули свій перший в історії титул чемпіонів Африки.
| Дата       | Місто   | Господарі | Результат | Гості   | Турнір                                   | Голи | Примітки |
| ---------- | ------- | --------- | --------- | ------- | ---------------------------------------- | ---- | -------- |
| 26-3-2019  | Дакар   | Сенегал   | 2 – 1     | Малі    | товариський матч                         | -    |          |
| 17-11-2019 | Манзіні | Есватіні  | 1 – 4     | Сенегал | Відбір до Кубка африканських націй 2021  | -    | 50' 60'  |
| 14-1-2022  | Бафусам | Сенегал   | 0 – 0     | Гвінея  | Кубок африканських націй 2021 - 1-й етап | -    |          |
| Усього     |         | Матчів    | 3         |         | Голів                                    | 0    |          |

## Титули і досягнення
- Чемпіон Португалії (1):

«Порту»: 2019-2020
- Володар Кубка Португалії (1):

«Порту»: 2019-2020
- Володар Кубка африканських націй (1):

2021